# Tiris Zammur
Tiris Zammur (arab. تيرس زمور) – jeden z 12 regionów Mauretańskiej Republiki Islamskiej, położony w północnej części kraju, ze stolicą w Zuwiracie. Od północnego wschodu graniczy z Algierią, od wschodu z Mali, od południa z regionem Adrar, od zachodu i północnego zachodu z Saharą Zachodnią.
Region niemal w całości zajmuje pustynia Sahara. Największymi miastami są Zuwirat i Fudajrik, będące ośrodkami eksploatacji złóż rudy żelaza. Komunikacja w regionie jest bardzo słabo rozwinięta, tylko Zuwirat i Fudajrik mają regularne połączenia kolejowe z regionem Adrar (stacja Szum) i miastem portowym Nawazibu w regionie Dachlat Nawazibu (zob. kolej mauretańska). Ponadto w Zuwiracie znajduje się krajowy port lotniczy z połączeniami do Nawakszutu.
Inne miasta w regionie to Bir Umm Karajn, Ajn Bin Tili i Asz-Szakkat.